# كسيان (أرومية)
كسيان (بالكردية: گێسیان) هي إحدى القرى التابعة لـمرغور في ريف قسم سيلوانه من مقاطعة أرومية، في محافظة أذربیجان الغربیة الإيرانية.

## السكان
حسب إحصاءات سنة 2006، بلغ إجمالي السكان في غيسيان 1314 نسمة وعدد المساكن 236 مسكن. لغة سكان غيسيان هي اللغة الكردية و هم من أهل السنة والجماعة والمذهب الشافعي.